# Слободан Димитријевић
Слободан Димитријевић (Ниш, 20. април 1941 — Загреб, 4. децембар 1999) био је југословенски, српски и хрватски филмски и позоришни глумац.

## Биографија
Рођен је у Нишу 20. априла 1941. године. Након ослобођења земље, породица се сели у Загреб, где је завршио школу. Имао је 19 година када је упознао редитеља Срећка Вејганда. Убрзо му је понудио главну улогу у мелодрами о заљубљеном младићу који се не сналази најбоље са девојкама и емоцијама. Реч је о мало познатом филму Игре на скелама (1961). У том филму је дебитовао још један много познатији глумац — Љубиша Самарџић.
Његов следећи филм био је првенац из фамозног немачко-француског вестерн серијала о индијанском поглавици Винетуу, Благо сребрног језера (1962). Филм је постао хит у европском биоскопима, а њему је отворило врата за потоње ангажмане у иностраним копродукцијама. Током шездесетих, уследиле су улоге у филмовима Краљ нафте и Двобој у сумраку. Играо је две важне улоге у раним радовима Ватрослава Мимице — драме Прометеј с отока Вишевице (1964) и Понедељак или уторак (1966). Остварио је више улога у немачким крими филмовима рађеним по угледу на америчку Б продукцију - посебно занимљив је опскурни серијал филмова са агентом Џеријем Котоном, немачки одговор на британског Џејмса Бонда.
У Лелејској гори (1968) Здравка Велимировића остварио је вероватно улогу каријере, тумачећи лик младог револуционара који се у врлетима Црне Горе бори како са својим идеолошким противницима, тако и са својим личним демонима и страховима. Велимировић га је поново ангажовао за необичну улогу Андрије у партизанском филму Врхови Зеленгоре. Несумњиво, један од његових најупечатљивијих филмова у којима се појавио је Валтер брани Сарајево и улога Сурија, Валтеровог помоћника.
Током седамдесетих, Димитријевић је одиграо неколико упечатљивих ликова, иако није био у прилици да тумачи главне роле, као што је био случај на почетку каријере. И док је током првих осам година бављења глумом снимио више од 30 филмова (од којих су највише инострани), касније су се улоге проредиле. Глумио је у акционом филму Стићи пре свитања (1978), на тему бекства комуниста из затвора, у режији Александра Ђорђевића. У Вукотићевом филму Акција стадион који се бави сличном тематиком, тумачио је немачког мајора. У савременој драми Исправи се, Делфина (1977) македонског аутора Александра Ђурчинова, игра са Недом Арнерић у насловној улози. Играо је председника радничког савета у филму Новинар Фадила Хаџића из 1979. године, као и у политичкој драми Кароља Вичека Трофеј, најбољем југословенском филму те године.
Осамдесете су лагано означавале његово повлачење из филмског посла. Појављивао се само у мањим улогама, као што је филм Микија Стаменковића Опасни траг (првом нашем филму који се позабавио албанским екстремистима са Косова и Метохије), и Булајићевом остварењу Донатор снимљен 1989. године. Једна од последњих улога пред филмским камерама била му је мала улога утицајног српског политичара са Пала у акционој ратној причи Миротворац (1997) америчке редитељке Мими Ледер.
Занимљиво је да се 1996. године појавио и као глумац у споту Мајкла Џексона за песму Earth Song, играјући човека који се, са својом породицом, враћа на огњиште спаљено у рату. Иако је српске националности, Димитријевић је радни век провео живећи у Загребу, па тако и за време рата у Хрватској. Преминуо је 4. децембра 1999. у 59. години.

## Филмографија
Глумац | Хроника | 
| Глумац | ▲ |
| ------ | - |

Дугометражни филм | ТВ филм | ТВ серија | ТВ мини серија
|                   | 1960 | 1970 | 1980 | 1990 | 2000 | Укупно |
| ----------------- | ---- | ---- | ---- | ---- | ---- | ------ |
| Дугометражни филм | 17   | 15   | 7    | 9    | 0    | 48     |
| ТВ филм           | 1    | 2    | 4    | 3    | 0    | 10     |
| ТВ серија         | 0    | 4    | 2    | 0    | 1    | 7      |
| ТВ мини серија    | 0    | 0    | 2    | 0    | 0    | 2      |
| Укупно            | 18   | 21   | 15   | 12   | 1    | 67     |
|           | Назив                           | Улога                                |
| --------- | ------------------------------- | ------------------------------------ |
| 1961      | Игре на скелама                 | Стаса                                |
| 1962      | Der Schatz im Silbersee         | Rollender Donner                     |
| 1964      | Прометеј с отока Вишевице       | Млади Мате                           |
| 1965      | Кључ                            | Иван (сегмент "Чекати")              |
| 1965      | Der Ölprinz                     | Knife                                |
| 1965      | Duell vor Sonnenuntergang       | Ранчер                               |
| 1965      | Winnetou - 3. Teil              | Schneller Panther [Quick Panther]    |
| 1965      | Mordnacht in Manhattan          | Alec Korsky (as Daniel Dimitri)      |
| 1966      | Понедељак или уторак            | Марко Пожгај                         |
| 1966      | Das Geheimnis der gelben Mönche | Убица                                |
| 1967      | Соледад                         | /                                    |
| 1967      | Der Mörderclub von Brooklyn     | Malbran (as Daniel Dimitri)          |
| 1967      | Илузија                         | Иво                                  |
| 1968      | Сунце туђег неба                | Гане                                 |
| 1968      | Лелејска гора                   | Ладо Тајовић                         |
| 1969      | Weisse Wölfe                    | Листигер Фухс                        |
| 1969      | Време без рата                  | Фидан (као Слободан Димитријевикј)   |
| 1970-te ▲ |                                 |                                      |
| 1972      | Liberty                         | Нунцио Сампијери                     |
| 1972      | Истрел                          | Емануел (као Слободан Димитријевикј) |
| 1972      | Валтер брани Сарајево           | Сури                                 |
| 1973      | ЛLittle Mother                  | /                                    |
| 1973      | Сутјеска                        | Курир при главном стабу              |
| 1973      | Со                              | /                                    |
| 1974      | СБ затвара круг                 | Божовић                              |
| 1976      | Врхови Зеленгоре                | Андрија                              |
| 1977      | Исправи се, Делфина             | Младен, пливачки тренер              |
| 1977      | Акција стадион                  | Штурмбанфирер Ебнер                  |
| 1978      | Стићи пре свитања               | Иван                                 |
| 1978      | Mannen i skuggan                | Сантјаго                             |
| 1979      | Новинар                         | Славко, председник радничког савета  |
| 1979      | Трофеј                          | Вуксан Томашевић                     |
| 1979      | Somewhere, Sometime             | /                                    |
| 1980-te ▲ |                                 |                                      |
| 1981      | Широко је лишће                 | Бранко                               |
| 1984      | Опасни траг                     | /                                    |
| 1985      | Out of Control                  | Џипси (као Слобода Димитријевиц)     |
| 1985      | Гyмката                         | Тамерлане (као С Димитријевиц)       |
| 1985      | The War Boy                     | СС капетан                           |
| 1989      | Донатор                         | Капетан Кох                          |
| 1989      | Хамбург Алтона                  | /                                    |
| 1990-te ▲ |                                 |                                      |
| 1990      |                                 | /                                    |
| 1990      |                                 | /                                    |
| 1991      |                                 | СС пуковник Мул                      |
| 1995      | Госпа                           | Пилот                                |
| 1997      |                                 | Официал ен ел цасино                 |
| 1997      | Миротворац                      | Српски званичник                     |
| 1997      |                                 | Рачићев отац                         |
| 1998      | Заваравање                      | /                                    |
| 1999      | Четвероред                      | Трећи Иследник                       |
|           | Назив          | Улога       |
| --------- | -------------- | ----------- |
| 1965      | Интима         | /           |
| 1970-te ▲ |                |             |
| 1976      | Издаја         | /           |
| 1979      | Књига другова  | /           |
| 1980-te ▲ |                |             |
| 1982      | Изјава         | /           |
| 1985      | Двоструки удар |             |
| 1988      |                | Безбедњак   |
| 1988      | Жанирци долазе | /           |
| 1990-te ▲ |                |             |
| 1990      |                | Лт Сорса    |
| 1992      |                | Цол Состело |
| 1995      | Пролази све    | /           |
| Од | До | Назив | Улога |
| -- | -- | ----- | ----- |

| 1980-te▲ | 1980-te▲ | 1980-te▲ | 1980-te▲ |
| -------- | -------- | -------- | -------- |

| 1990-te▲ | 1990-te▲ | 1990-te▲ | 1990-te▲ |
| -------- | -------- | -------- | -------- |

| 2000-te▲ | 2000-te▲ | 2000-te▲ | 2000-te▲ |
| -------- | -------- | -------- | -------- |

| Од | До | Назив | Улога |
| -- | -- | ----- | ----- |

| Хроника | ▲ |
| ------- | - |

|      | Назив                  |
| ---- | ---------------------- |
| 1997 | Павле Вуисић 1926-1988 |